# Destiny's Toy
Destiny's Toy è un film muto del 1916 diretto da John B. O'Brien che ha come interpreti principali Louise Huff e John Bowers.

## Trama

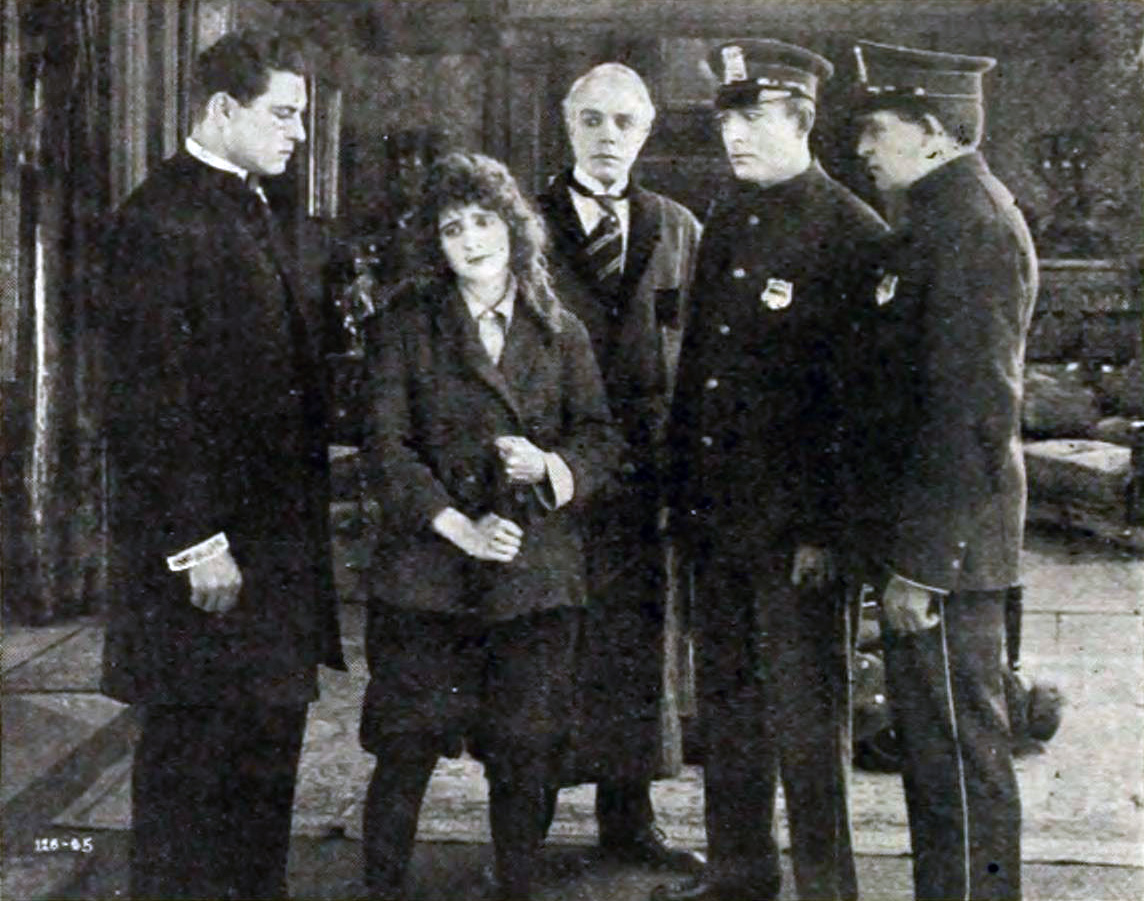
John Bowers, Louise Huff, J.W. Johnston

Sopravvissuta da ragazzina a un naufragio, Nan era stata adottata dall'uomo che l'aveva salvata ed allevata. Ora, però, dopo la sua morte, è rimasta sola. In città, rimane coinvolta inconsapevolmente nei raggiri di una banda di malviventi ma, dopo un tentativo di furto a casa di Thomas Carter, Nan denuncia i misfatti della gang, mandandone in prigione il capo, Bad Riley. Carter, che anni prima ha perso annegate la moglie e la figlia, accoglie in casa sua Nan. Robert, il figlio adottivo di Carter, corteggia la giovane, anche se il padre non vede di buon occhio quella unione, a causa della diversità di classe sociale tra i due.
Un giorno, Bad fugge dal carcere, deciso a vendicarsi. Ritrovata Nan, le spara, ferendola leggermente. Quando il dottore le toglie la camicetta per curarla, Carter nota una cicatrice sul braccio che è identica a quella della figlia che lui credeva morta annegata. Riconosce così in Nan la bambina perduta e, felice, dà la sua benedizione alle nozze con Robert.

## Produzione
Il titolo originale della sceneggiatura del film - che venne prodotto dalla Famous Players Film Company - era Barnacle Annie.

## Distribuzione
Il copyright del film, richiesto dalla Famous Players Film Co., fu registrato il 6 giugno 1916 con il numero LU8432.
Distribuito dalla Paramount Pictures, il film uscì nelle sale cinematografiche statunitensi il 15 giugno 1916.